# 拉戈加尔赫-维贾伊普尔
拉戈加尔赫-维贾伊普尔（Raghogarh -Vijaypur），是印度中央邦Guna县的一个城镇。总人口49193（2001年）。

## 人口
该地2001年总人口49193人，其中男性25785人，女性23408人；0—6岁人口8943人，其中男4642人，女4301人；识字率56.08%，其中男性为67.49%，女性为43.52%。